# Carnitina O-ottanoiltransferasi
La carnitina O-ottanoiltransferasi (numero EC 2.3.1.137) è un enzima appartenente alla classe delle transferasi, che catalizza la seguente reazione:
ottanoil-CoA + L-carnitina ⇄ CoA + L-ottanoilcarnitina
L'enzima agisce su un certo raggio di acil-CoA, con ottima attività sui gruppi acilici C6 o C8.